# الاتحاد الدولي للكرة الطائرة
الاتحاد الدولي للكرة الطائرة (بالفرنسية: Fédération internationale de volley-ball)‏ أو فيفب هو جمعية لجمعيات الوطنية، ويتمثل دوره في إدارة وتطوير كرة طائرة على الصعيد العالمي. ويقع مقره الرئيسي في لوزان ، سويسرا.

## التاريخ
تأسس الاتحاد في عام 1947 في باريس ( فرنسا ) . شارك في التأسيس 14 دولة فقط، وكان Paul Libaud أول رئيس للاتحاد .
في عام 1964، قبلت اللجنة الأولمبية الدولية رياضة كرة الطائرة ضمن المنافسات الأولمبية . بمرور الوقت، زاد عدد الاتحادات الوطنية المنتسبة للاتحاد الدولي ليصل 89. في وقت لاحق من عام 1969، تم ترسيم منافسة «كأس العالم للكرة الطائرة» . وصارت تذكرة التأهل لدورة الألعاب الأولمبية لعام 1991 .
بعد انسحاب السيد Libaud، انتخب المكسيكي روبن أكوستا (Rubén Acosta) رئيسا جديدا في عام 1984، وانتقلت مقر الاتحاد من باريس (  فرنسا ) إلى لوزان (  سويسرا ). تكثف مستوى تعزيز كرة الطائرة على المستوى العالمي، واستحدثت مسابقات سنوية للرجال والنساء ( رابطة العالم في عام 1990 والجائزة الكبرى في عام 1993 ) .
في عام 2020 ، بلغ عدد المنتسبين للاتحاد 222 اتحاد وطنيا.

## التنظيم

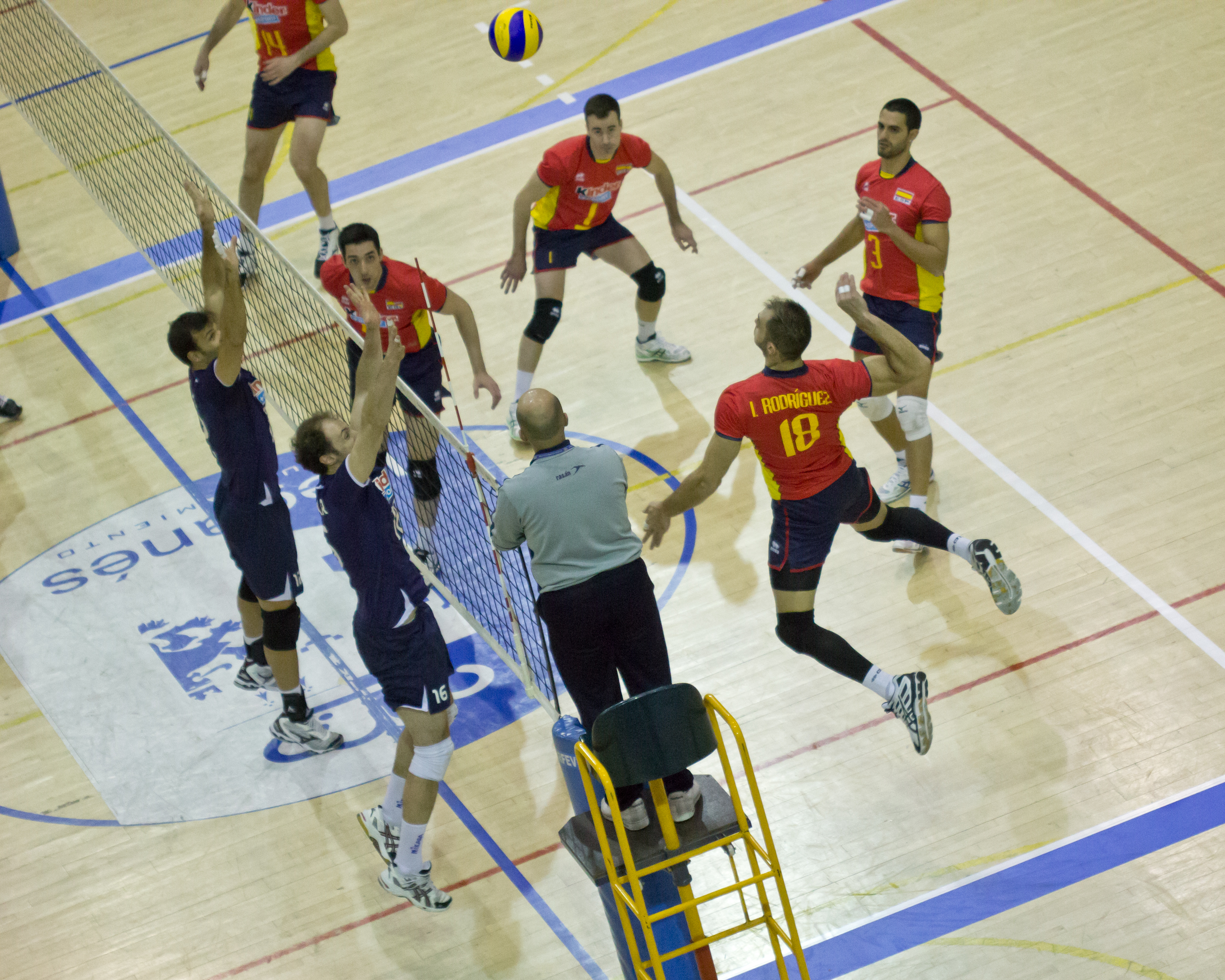
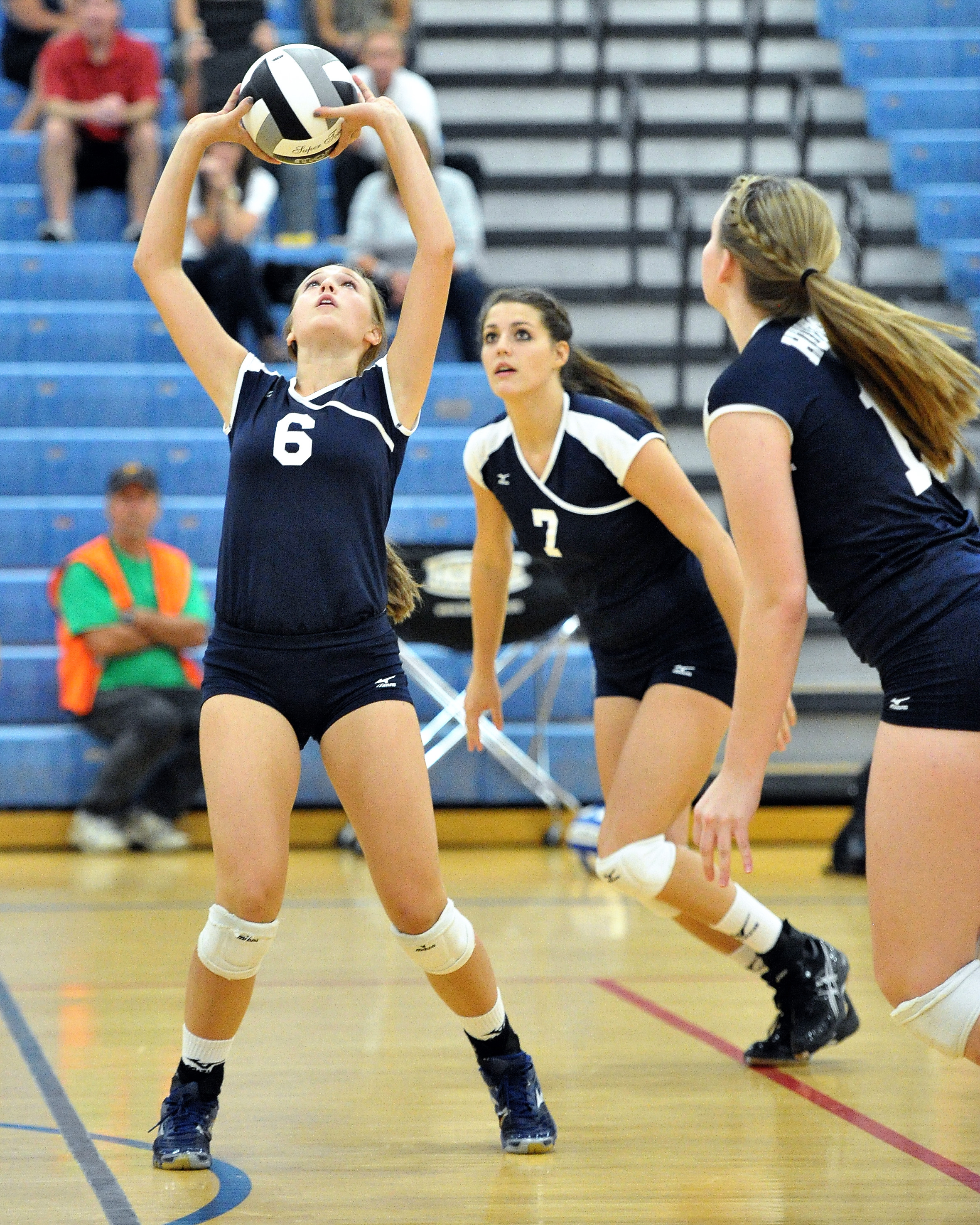

للاتحاد الدولي بنية إدارية شاملة وواسعة جدا، تتألف من مجلس الإدارة ولجنة تنفيذية وعدد من اللجان والمجالس التي تتناول مسائل محددة في الكرة الطائرة مثل الطب والتحكيم وتنظيم البطولات والتمويل.

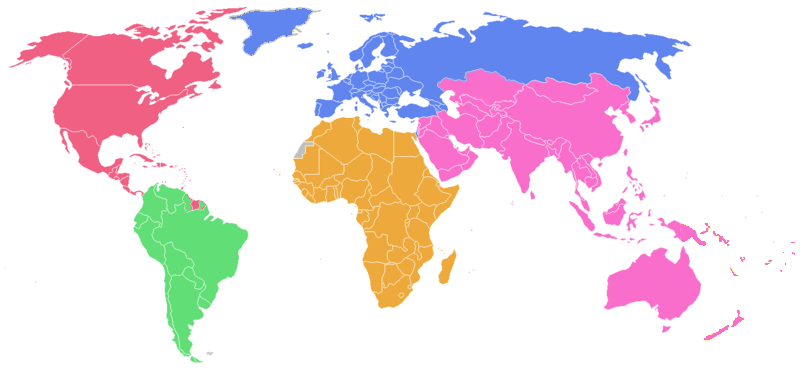
خريطة الدول المنتسبة

يرأس الاتحاد أيضا أكثر من خمسة اتحادات قارية هي :
- في آسيا وأوقيانوسيا : Asian Volleyball Confederation (AVC)
- في أمريكا الجنوبية : Confederación Sudamericana de Voleibol (CSV)
- في أفريقيا : African Volleyball Confederation (CAVB)
- في أوروبا : European Volleyball Confederation (CEV)
- في أمريكا الشمالية، أمريكا الوسطى والكاريبي : North, Central America and Caribbean Volleyball Confederation (NORCECA)

كل اتحاد قاري، بدوره يترأس عدد من الاتحادات الوطنية التي تقع في نطاق عمله.